# Villers-sur-Meuse
Villers-sur-Meuse är en kommun i departementet Meuse i regionen Grand Est (tidigare regionen Lorraine) i nordöstra Frankrike. Kommunen ligger i kantonen Souilly som tillhör arrondissementet Verdun. År 2022 hade Villers-sur-Meuse 284 invånare.

## Befolkningsutveckling
Antalet invånare i kommunen Villers-sur-Meuse
| Referens: INSEE |